# Polyrhachis fortis
Polyrhachis fortis är en myrart som beskrevs av Carlo Emery 1893. Polyrhachis fortis ingår i släktet Polyrhachis och familjen myror. Inga underarter finns listade i Catalogue of Life.